# Southeast Division (NBA)
Southeast Division este una dintre cele trei divizii din Conferința de Est a National Basketball Association (NBA). Divizia este formată din cinci echipe: Atlanta Hawks, Charlotte Hornets, Miami Heat, Orlando Magic și Washington Wizards. 
Divizia a fost creată la începutul sezonului 2004-2005, când liga s-a extins de la 29 la 30 de echipe cu adăugarea Charlotte Bobcats. Liga s-a reîmpărțit în trei divizii în fiecare conferință. Southeast Division a început cu cinci membri inaugurali Hawks, Bobcats, Heat, Magic și Wizards. Atlanta Hawks s-a alăturat din Central Division, în timp ce Miami Heat, Orlando Magic și Washington Wizards s-au alăturat din Atlantic Division. Charlotte Bobcats și-a schimbat numele în Charlotte Hornets începând cu sezonul 2014-15, după ce a preluat istoria echipei originale Hornets din 1988-2002. Numele Hornets a fost folosită anterior de echipa care acum se numește New Orleans Pelicans din 2002-2013.
Miami Heat a câștigat cele mai multe titluri din Southeast Division, nouă, în timp ce Orlando Magic a câștigat patru, iar Atlanta Hawks și Washington Wizards au câștigat câte două titluri. Heat a câștigat Southeast Division în patru sezoane consecutive, din 2011 până în 2014. Cele trei titluri NBA cucerite de Miami Heat (2005-2006, 2011-2012 și 2012-2013) au fost realizate de fiecare după câștigarea Southeast Division. Cea mai recentă campioană a diviziei este Orlando Magic.

## Echipe
| Echipă                                                                          | Oraș                      | An           | Din               |
| Echipă                                                                          | Oraș                      | S-a alăturat | S-a alăturat      |
| ------------------------------------------------------------------------------- | ------------------------- | ------------ | ----------------- |
| Atlanta Hawks                                                                   | Atlanta                   | 2004-2005    | Central Division  |
| Charlotte Hornets (1988 – 2001; 2014 – prezent) Charlotte Bobcats (2004 – 2013) | Charlotte, North Carolina | 2004-2005    | —†                |
| Miami Heat                                                                      | Miami                     | 2004-2005    | Atlantic Division |
| Orlando Magic                                                                   | Orlando, Florida          | 2004-2005    | Atlantic Division |
| Washington Wizards                                                              | Washington, D.C.          | 2004-2005    | Atlantic Division |

Note
- † desemnează o echipă venită ca urmare a extinderii ligii.

## Campioanele diviziei
| ^ | A avut sau a egalat cel mai bun palmares în sezonul regulat pentru acel sezon |

| Sezon        | Echipă             | Palmares      | Rezultat play-off                             |
| ------------ | ------------------ | ------------- | --------------------------------------------- |
| 2004-2005    | Miami Heat         | 59–23 (72,0%) | Învinsă în Finala pe conferință               |
| 2005-2006    | Miami Heat         | 52–30 (63,4%) | A câștigat Finala NBA                         |
| 2006-2007    | Miami Heat         | 44–38 (53,7%) | Învinsă în Finala NBA                         |
| 2007-2008    | Orlando Magic      | 52–30 (63,4%) | Învinsă în Semifinalele pe conferințe         |
| 2008-2009    | Orlando Magic      | 59–23 (72,0%) | Învinsă în Finala NBA                         |
| 2009-2010    | Orlando Magic      | 59–23 (72,0%) | Învinsă în Finala pe conferință               |
| 2010-2011    | Miami Heat         | 58–24 (70,7%) | Învinsă în Finala NBA                         |
| 2011-2012[a] | Miami Heat         | 46–20 (69,7%) | A câștigat Finala NBA                         |
| 2012-2013    | Miami Heat         | 66–16 (80,5%) | A câștigat Finala NBA                         |
| 2013-2014    | Miami Heat         | 54–28 (65,9%) | Învinsă în Finala NBA                         |
| 2014-2015    | Atlanta Hawks      | 60–22 (73,2%) | Învinsă în Finala pe conferință               |
| 2015-2016    | Miami Heat         | 48–34 (58,5%) | Învinsă în Semifinalele pe conferințe         |
| 2016-2017    | Washington Wizards | 49–33 (59,8%) | Învinsă în Semifinalele pe conferințe         |
| 2017-2018    | Miami Heat         | 44–38 (53,7%) | Învinsă în Sferturile de finală pe conferințe |
| 2018-2019    | Orlando Magic      | 42–40 (51,2%) | Învinsă în Sferturile de finală pe conferințe |
| 2019-2020    | Miami Heat         | 44–29 (60,3%) | Învinsă în Finala NBA                         |